# پادشاه لینگ ژو
پادشاه لینگ از ژو (به چینی: 周靈王) با نام شخصی جی شیه‌شین (به چینی: 泄心)؛ بیست‌سومین پادشاه دودمان ژو و یازدهمین پادشاه ژو خاوری بود. او جانشین پدرش پادشاه جیان ژو بود و از ۵۷۱ تا ۵۴۵ پ. م سلطنت کرد. پس از او پسرش پادشاه جینگ ژو به سلطنت رسید.
پسر دیگرش ولیعهد جی جین (姬晉) بود. ملکه وو زتیان ادعا می‌کرد که معشوقش ژانگ چانگ‌زونگ، جی جین تناسخ یافته است.
در ۲۱مین سال سلطنتش، کنفسیوس زاده شد.

## خانواده
ملکه‌ها
- چی جیانگ از طایفه جیانگ چی (齊姜 姜姓)؛ احتمالا دختر حاکم لینگ چی

پسران
- ولیعهد جین (太子晉)؛ پدر زونگ‌جینگ (宗敬) که وزیر آموزش ژو بود.
- شاهزاده گوی (王子貴؛ مرگ ۵۲۰ پ. م)؛ پادشاه جینگ ژو
- شاهزاده نینگفو (王子佞夫؛ مرگ ۵۴۳ پ. م)